# دهستان بارز
بارز، دهستانی به مرکزیت روستای قلعه مدرسه از توابع شهرستان لردگان در استان چهارمحال و بختیاری است.
بارز یکی از با قدمت‌ترین و تاریخی ترین روستا های چهارمحال بختیاری است که در اطراف خود تا شعاع زیاد دارای قلعه های تاریخی کمتر دیده شده می‌باشد و روستایی از بخش منج لردگان است.
در عید نوروز بارز به دلیل سرسبزی و زیبایی یکی از جاذبه های بزرگ توریستی چهارمحال بختیاری است و سالانه گردشگران زیادی را به خود جذب می‌کند.

## جمعیت
براساس سرشماری سال ۱۳۸۵ جمعیت آن ۸٬۰۲۴ نفر (۱٬۴۹۵ خانوار) بوده‌است.